# Communauté de communes du Minervois au Caroux
La Communauté de communes du Minervois au Caroux est une communauté de communes française située dans le département de l'Hérault et la région Occitanie. Créée en 2017, la Communauté de communes du Minervois au Caroux regroupe 36 communes et près de 15 000 habitant-e-s. S’étendant sur près de 800 km2, son territoire est riche d’une nature préservée, de sites patrimoniaux exceptionnels et d’une dynamique associative forte. Grâce à une équipe technique pluridisciplinaire de près de 90 agents, la Communauté de communes assure à la fois des services publics de proximité pour accompagner les habitant-e-s au quotidien : crèches, Relais Petite Enfance (RPE), Accueils de Loisirs (ACM), France Services, Maison de santé, accueils touristiques (Office de Tourisme), gestion des déchets (ordures ménagères et tri), assainissement non collectif ; elle coordonne une saison culturelle et des actions de médiation ; gère plus de 600 km de sentiers balisés (pédestre ou vélo) ainsi que le Musée de Préhistoire Régionale, la Piscine Intercommunale, etc. Elle agit également pour l’aménagement, le développement économique et touristique du territoire en partenariat étroit avec les Communes, pour dessiner une vision d’avenir en renforçant l’attractivité du territoire.

## Histoire
Créée le 1er janvier 2017, la Communauté de communes Minervois Saint-Ponais Orb-Jaur est née de la fusion de trois anciennes communautés de communes : le Minervois, Pays Saint-Ponais, Orb et Jaur.
Le 16 mars 2018, l'intercommunalité change officiellement sa dénomination pour adopter "du Minervois au Caroux" faisant référence au déplacement, au mouvement en utilisant "du...au", et à sa géographie, de la plaine Minervoise au Mont Caroux. On retrouve en sous-titre Haut-Languedoc, puisque la Communauté de communes se trouve en grande partie sur le Parc Régional Naturel du même nom.

## Communes
La communauté de communes est composée des 36 communes suivantes :

| Nom                             | Code Insee | Gentilé        | Superficie (km2) | Population (dernière pop. légale) | Densité (hab./km2) |
| ------------------------------- | ---------- | -------------- | ---------------- | --------------------------------- | ------------------ |
| Saint-Pons-de-Thomières (siège) | 34284      | Saint-Ponais   | 40,99            | 1 718 (2022)                      | 42                 |
| Agel                            | 34004      | Agelois        | 12,54            | 244 (2022)                        | 19                 |
| Aigne                           | 34006      | Aignois        | 10,94            | 294 (2022)                        | 27                 |
| Aigues-Vives                    | 34007      | Aigues-Vivois  | 12,81            | 472 (2022)                        | 37                 |
| Azillanet                       | 34020      | Azillanetais   | 14,4             | 353 (2022)                        | 25                 |
| Beaufort                        | 34026      | Beaufortais    | 6,09             | 215 (2022)                        | 35                 |
| Berlou                          | 34030      | Berlounais     | 11,34            | 222 (2022)                        | 20                 |
| Boisset                         | 34034      | Bouissetol     | 17,47            | 41 (2022)                         | 2,3                |
| Cassagnoles                     | 34054      | Cassagnolais   | 24,54            | 109 (2022)                        | 4,4                |
| La Caunette                     | 34059      | Caunettois     | 21,78            | 320 (2022)                        | 15                 |
| Cesseras                        | 34075      | Cesserais      | 15,07            | 432 (2022)                        | 29                 |
| Colombières-sur-Orb             | 34080      | Colombiérais   | 8,11             | 494 (2022)                        | 61                 |
| Courniou                        | 34086      | Courniounais   | 30,06            | 615 (2022)                        | 20                 |
| Félines-Minervois               | 34097      | Félinois       | 29,87            | 505 (2022)                        | 17                 |
| Ferrals-les-Montagnes           | 34098      | Ferralais      | 25,78            | 147 (2022)                        | 5,7                |
| Ferrières-Poussarou             | 34100      | Ferriérois     | 26,01            | 67 (2022)                         | 2,6                |
| La Livinière                    | 34141      | Livinièrois    | 31,56            | 526 (2022)                        | 17                 |
| Minerve                         | 34158      | Minervois      | 27,89            | 96 (2022)                         | 3,4                |
| Mons                            | 34160      | Trivallois     | 22,32            | 671 (2022)                        | 30                 |
| Olargues                        | 34187      | Olarguais      | 18,6             | 493 (2022)                        | 27                 |
| Olonzac                         | 34189      | Olonzagais     | 18,95            | 1 683 (2022)                      | 89                 |
| Oupia                           | 34190      | Oupianais      | 9,04             | 276 (2022)                        | 31                 |
| Pardailhan                      | 34193      | Pardailhanais  | 41,18            | 171 (2022)                        | 4,2                |
| Prémian                         | 34219      | Prémianais     | 16,69            | 484 (2022)                        | 29                 |
| Rieussec                        | 34228      | Rieussecois    | 22,2             | 82 (2022)                         | 3,7                |
| Riols                           | 34229      | Riolais        | 56,02            | 714 (2022)                        | 13                 |
| Roquebrun                       | 34232      | Roquebrunais   | 39,64            | 603 (2022)                        | 15                 |
| Saint-Étienne-d'Albagnan        | 34250      |                | 22,7             | 301 (2022)                        | 13                 |
| Saint-Jean-de-Minervois         | 34269      | Saint-Jeannais | 32,7             | 133 (2022)                        | 4,1                |
| Saint-Julien                    | 34271      | Saint-Juliers  | 19,25            | 225 (2022)                        | 12                 |
| Saint-Martin-de-l'Arçon         | 34273      | Martinonois    | 4,22             | 103 (2022)                        | 24                 |
| Saint-Vincent-d'Olargues        | 34291      | Vincentinois   | 15,84            | 354 (2022)                        | 22                 |
| Siran                           | 34302      | Siranais       | 21,25            | 751 (2022)                        | 35                 |
| Vélieux                         | 34326      | Vélois         | 10,15            | 102 (2022)                        | 10                 |
| Verreries-de-Moussans           | 34331      | Verrerians     | 18,69            | 88 (2022)                         | 4,7                |
| Vieussan                        | 34334      | Vieussanois    | 28,26            | 268 (2022)                        | 9,5                |